# Церква Успіння Пресвятої Богородиці (Гаї-Шевченківські, ПЦУ)
Церква Успіння Пресвятої Богородиці в Гаях-Шевченківськах — парафія і храм Тернопільського благочиння Тернопільської єпархії Православної церкви України в селі Гаї-Шевченківські Тернопільського району Тернопільської области.

## Історія церкви
З 2000 року в селі Гаї Шевченківські, завдяки старанням людей та архієпископа Тернопільського і Кременецького Іова, діє православна громада ПЦУ.
У 2001 році священник Юрій Верхомій збудував тимчасовий храм святого преподобного Іова Почаївського.
12 вересня того ж року відбулося урочисте закладення наріжного каменя під будівництво майбутнього храму Успіння Пресвятої Богородиці. Чин освячення звершив архієпископ Іов у співслужінні зі священнослужителями.
Активну участь у спорудженні храму взяли архієпископ Іов, сім'я Камінських, М. Федорчук, М. Тимчук, Р. Косюк, О. Палоденко, а також сім'ї Хом'яків, Ботюків, Гриців, Стасюків, Кочанів, Хаблюків та багато інших.
У 2011 році завершили будівництво каплиці святого преподобного Іова Почаївського, де проводилися богослужіння до відкриття церкви у 2016 році.
Родини Сорок та Палоденків за власні кошти збудували капличку на честь Богородиці, яку владика Іов освятив 28 серпня того ж року.

## Парохи
- о. Юрій Верхомій (2001—2004),
- о. Володимир Гуменний (з 2004).